# Idaea plumipedata
Idaea plumipedata là một loài bướm đêm trong họ Geometridae.